# Programmation pluriannuelle de l'énergie
Pour les articles homonymes, voir PPE.
La « programmation pluriannuelle de l'énergie » (PPE) est un document stratégique de pilotage de la transition énergétique en France. Instituée par l'article 176 de la loi de transition énergétique (TECV), elle fixe une trajectoire, par filière, pour le mix énergétique, ainsi que « les priorités d'action pour la gestion de l'ensemble des formes d'énergie sur le territoire métropolitain continental, afin d'atteindre les objectifs nationaux fixés par la loi », notamment la neutralité carbone en 2050.
La première PPE a été approuvée en 2016 par décret. Elle est révisée en 2018, puis tous les cinq ans. Cependant, le processus de programmation pluriannuelle de l'énergie, au sens large, couvre deux périodes successives de cinq ans. Par exception, la première programmation porte sur deux périodes successives de respectivement trois et cinq ans, soit 2016-2018 et 2019-2023. Elle s'inscrit dans la stratégie nationale pour l'énergie et le climat, et appuie ou complète d'autres plans, programmes ou stratégies, dont la stratégie nationale bas carbone, le Plan climat, le Plan national d'adaptation au changement climatique, la Stratégie nationale de mobilisation de la biomasse et le Plan de réduction des émissions de polluants atmosphériques.
Sa rédaction s'est appuyée sur un débat public (19 mars - 30 juin 2018) national et territorial.
Des PPE spécifiques et autonomes s'appliquent à la Corse et à l'outre-mer français.
Cette PPE ne doit pas être confondue avec la PPI (« programmation pluriannuelle des investissements de production d'électricité »).

## Objectifs généraux
La programmation pluriannuelle de l'énergie synthétise la programmation énergétique de la France pour cinq ans, puis dix ans, afin de :
- aider à planifier, aux grandes échelles territoriales, les investissements nécessaires à la transition énergétique, pour le gaz, l'électricité, les énergies renouvelables, les réseaux de chaleur, les baisses des consommations et pour améliorer l'efficacité énergétique. Elle aide à définir des fonds publics et des priorités d'investissement pour l'énergie à différents horizons temporels (ex. : 2018, 2023, 2030, 2050) ;
- améliorer « la sécurité d'approvisionnement en réduisant la dépendance française aux importations d'énergies fossiles »[5] ;
- donner des perspectives aux entreprises et permettre la création des emplois de la croissance verte ;
- rendre « irréversible la transition énergétique et le développement des énergies renouvelables »[6] ;
- appliquer concrètement l'accord de Paris sur le climat[7].

## Cadre administratif
Cette PPE cadre notamment les mises à jour ou la rédaction des :
- schémas régionaux climat air énergie (SRCAE) qui deviennent l'un des volets des SRADDET ;
- schémas régionaux de raccordement au réseau des énergies renouvelables (S3RENR, créés à la suite du Grenelle de l'environnement) ;
- schémas régionaux biomasse (créés par la loi de transition énergétique, à co-élaborer entre l'État et les régions) ;
- programmes régionaux pour l'efficacité énergétique, qui seront mis en place par les conseils régionaux).

## Enjeux
Un enjeu central est la soutenabilité des aspects énergétiques du développement en France, qui passe par un moindre gaspillage énergétique et par des énergies décarbonées (pour diminuer la contribution du secteur énergétiques à la crise climatique).
La loi sur la transition énergétique (TECV) a fixé à la France de nouveaux objectifs :
- réduire les émissions de gaz à effet de serre de 40 % entre 1990 et 2030 et diviser par quatre ces émissions entre 1990 et 2050 (« facteur 4 »). La trajectoire est précisée dans les budgets carbone ;
- réduire la consommation énergétique finale de 50 % en 2050 par rapport 2012 en visant un objectif intermédiaire de 20 % en 2030 ;
- réduire la consommation énergétique primaire d'énergies fossiles de 30 % en 2030 par rapport à 2012 ;
- porter la part du nucléaire dans la production d'électricité à 50 % à l'horizon 2035[9] ;
- atteindre un niveau de performance énergétique conforme aux normes « bâtiment basse consommation » pour l'ensemble du parc de logements en 2050 ;
- lutter contre la précarité énergétique ;
- affirmer un droit à l'accès de tous à l'énergie sans coût excessif au regard des ressources des ménages ;
- réduire de 50 % la quantité de déchets mis en décharge à l'horizon 2025 et découpler progressivement la croissance économique de la consommation de matières premières.

Pour atteindre voire dépasser ces objectifs, il faut selon la ministre de l'environnement porter « la part de la chaleur renouvelable à 38 % de la chaleur consommée, la part des agrocarburants à 15 % de la consommation finale de carburants et la part d'électricité renouvelable à 40 % de la production totale d'électricité », tandis que les grands réseaux doivent être adaptés aux nouveaux besoins européens et transnationaux du grand marché de l'énergie, aux apports de l'informatique (smart grids, villes intelligentes, etc.) mais aussi à la distribution d'énergies de sources renouvelables (solaire, hydrolienne, éolienne, biomasse-énergie, etc.) et aux dispositifs de stockage de l'énergie.
Selon A.R Denolle commentant en 2016 la loi de transition énergétique : « l'outil principal consiste en une programmation pluriannuelle de l'énergie arrêtée par décret ». « La loi prévoit en outre qu'EDF doit élaborer un plan stratégique », ajoute-t-il.
Avant lui, en 2015, François-Mathieu Poupeau (CNRS) considérait la PPE comme l'un des outils de « gouvernance énergétique ».
C'est explicitement (dans la loi) un cadre et un outil de mise en cohérence pour les nouvelles régions et leurs schémas, ainsi que, aux échelles plus locales, un cadre utile aux intercommunalités (pour les plans climat-énergie territorial devenus plans climat-air-énergie territorial) en intégrant la dimension « air », pour les schémas directeurs de l'énergie ou les schémas directeurs des réseaux de chaleur et de froid, introduits par la loi portant nouvelle orientation territoriale de la République (NoTRE), et pour les agendas 21 et démarches portant sur la déclinaison locale de la transition énergétique.
Cependant, sa réalisation a un coût administratif important ; Poupeau s'interroge sur l'équilibre « à trouver entre la volonté, légitime, de vouloir couvrir de manière assez large le champ de l'énergie par des documents stratégiques et le souci de ne pas surcharger les agendas politiques et administratifs locaux, en étant attentif aux conditions concrètes de mise en œuvre (…) Quelles formes de simplification envisager pour éviter d'engorger un appareil administratif par ailleurs soumis à de fortes contraintes (réforme de l'État territorial, mise en place des nouvelles régions, de nombreux d'autres documents stratégiques, réduction des dépenses publiques…) ? ». Il se demande aussi « comment concilier le souci d'efficacité administrative et l'impératif démocratique ? » alors que « l'énergie est un domaine dans lequel les points de divergence peuvent être nombreux et exiger un temps long de partage de connaissances et d'appropriation des problèmes ».

## Contenu
La PPE contient :
- un décret qui définit les grands objectifs énergétiques et des priorités d'action ;
- une synthèse (des orientations et actions) ;
- un rappel du cadre et contexte de sa mise en œuvre ;
- des volets thématiques (maîtrise de la demande en énergie, sécurité d'approvisionnement, offre d'énergie, infrastructures et flexibilité, mobilité propre, petites zones non interconnectées de métropole) ;
- un volet sur les impacts socio-économiques ;
- une évaluation environnementale stratégique[14] ;
- des annexes techniques comportant notamment les hypothèses utilisées pour les scénarios énergétiques.

## Objectifs de la première PPE
Les objectifs de la première PPE (2016) étaient :
- diminuer la consommation d'énergie (-12 % en 2023), en particulier d'énergies fossiles (-22 % en 2023), « au bénéfice du pouvoir d'achat des ménages, de la compétitivité des entreprises, et de l'indépendance énergétique de la France »[7] ;
- augmenter (de plus de 70 %) la capacité en énergies renouvelables électrique et augmenter de 50 % la production de chaleur renouvelable[7] ;
- développer la mobilité propre via le déploiement des modes actifs, collectifs et partagés, et en remplaçant les carburants fossiles par l'électricité et le gaz naturel véhicule[7] ;
- diminuer la part du nucléaire, en développant les énergies renouvelables[7] ;
- évoluer vers un système énergétique plus flexible et résilient « grâce à des orientations permettant de développer le stockage, de promouvoir l'autoconsommation ou bien encore de déployer les réseaux de chaleur »[7].

D'ici 2023, la France devra pour cela :
- installer entre 36 000 et 43 000 MW d'éolien terrestre et de photovoltaïque (15 108 MW déjà installés au 31 décembre 2018[15]) ;
- produire 13 000 à 14 000 ktep/an de chaleur à partir de biomasse-énergie (pour 10 700 produits en 2014) ;
- injecter environ 6 TWh/an de biogaz dans les réseaux de gaz (soit six fois plus qu'en 2015).

## Principes
Selon le ministère de l'Environnement, la programmation pluriannuelle de l'énergie :
- « doit traiter de toutes les énergies »[2] ;
- doit traiter « dans un cadre intégré, à la fois de la maîtrise de la demande et de la diversification des sources d'énergie, ainsi que de la sécurité d'approvisionnement, du développement du stockage de l'énergie et des réseaux »[2] ;
- couvre pour sa première édition une période de trois ans (2016-2018), puis des périodes successives de cinq ans (2019-2023) en s'appuyant sur plusieurs scénarios de besoins énergétiques. La seconde PPE (2019-2023) contiendra des « options haute et basse, pour tenir compte des incertitudes »[2] ;
- doit aider le pilotage du système énergétique français « en tenant compte de l'évolution des techniques, du contexte économique, des enjeux sociaux et environnementaux, et des incertitudes affectant ces différents éléments. Ce sont donc des outils opérationnels et pragmatiques pour atteindre les objectifs définis par la loi »[2] ;
- définit des enveloppes financières publiques indicatives maximales[2] ;
- a fait l'objet d'évaluations de son impact macroéconomique, de ses effets sur l'emploi et sur les prix de l'énergie, et de ses effets environnementaux[2] ;
- a fait l'objet d'avis obligatoires du comité d'experts pour la transition énergétique, du conseil supérieur de l'énergie et du Conseil national de la transition écologique[2] ;
- intègre l'Outre-Mer (où les collectivités et préfectures ont dû mettre en place un groupe de travail d'élaboration de leur PPE, avec des modalités d'élaboration spécifiques[2]).

## Moyens juridiques et financiers
Les moyens annoncés sont principalement :
- des décrets d'application de la Loi de transition énergétique. Ces décrets concerneront la stratégie nationale bas carbone, la rénovation énergétique des bâtiments tertiaires et habitation, le tiers financement, le bonus de constructibilité pour les bâtiments à haute performance environnementale ou à énergie positive, le conditionnement de la vente de logements HLM à leur performance énergétique, la généralisation des compteurs individuels de chauffage, le complément de rémunération pour certaines énergies renouvelables, la dispense d'autorisation d'exploiter pour la plupart des installations produisant des énergies renouvelables, la simplification et accélération des procédures d'appels d'offres, les véhicules peu émetteurs et les flottes captives, zones à circulation restreinte, transport urbain par télécabine, suppression des sacs plastique à usage unique) ;
- des moyens financiers : La loi ne prévoit pas de moyens dédiés, de 2016 à 2019 des appels d'offres soutiendront le photovoltaïque, les énergies marines, la petite hydroélectricité, la méthanisation et d'autres formes de valorisation de la biomasse-énergie.

## Parties prenantes
Selon le ministère de l'environnement (2016), « les travaux engagés sur la PPE associent l'ensemble des parties prenantes intéressées : élus, organisations syndicales, entreprises du secteur de l'énergie, ONG, associations représentatives de collectivités, etc. Les travaux seront organisés en ateliers thématiques ouverts aux parties prenantes, et le comité de suivi aura pour fonction de faire le point sur leur avancée ».
Dans le cadre de la PPE 2019-2023, EDF lance en janvier 2018 une consultation de ses salariés lors de l'opération « Parlons énergies », qui aboutira en juillet 2018 à une présentation des propositions recueillies au comité exécutif, afin de contribuer au débat national.

## PPE 2016-2018

### Historique
Avant 2016, des « PPI » (programmation pluriannuelles des investissements) concernaient respectivement la chaleur, l'électricité et le gaz. La PPE les fusionne et les complète.
En juin 2014, le projet de PPE a été présenté par la ministre de l'environnement, qui a aussi annoncé un « budget carbone national » devant l'accompagner (dans le cadre de la stratégie nationale bas carbone (SNBC ; autres outils de pilotage de la transition énergétique,).
En 2015, le projet de PPE annoncé pour avant la fin de l'année (voir loi TECV) a été validé que le 13 novembre en Conseil des ministres. La ministre de l'environnement en a ensuite résumé pour la presse une partie du contenu. Trois des volets les plus consensuels ont été officiellement présentés au « comité de suivi » de la PPE jeudi 19 novembre 2015 : sur les énergies renouvelables, sur la maîtrise de la demande en énergie (MDE) et sur la prévention des déchets.
La question moins consensuelle de la fermeture de certaines centrales nucléaires dans le cadre de l'obligation légale de diminuer de moitié la part du nucléaire dans le mix électrique, a été repoussée. Selon le ministère, « Il est nécessaire d'attendre les avis de l'Autorité de sûreté nucléaire (ASN) qui doit définir, en toute transparence et suivant un processus renforcé par la loi, à quelles conditions une centrale peut fonctionner au-delà des quarante ans. Ces décisions vont s'échelonner dans le temps à partir de 2019 ».
En 2016, la réunion prévue le 8 mars (pour préparer la publication de la PPE en mai) a été reportée par le ministère de l'Environnement. « Compte tenu des délais de consultations incompressibles de l'Autorité environnementale, du Conseil national de la transition écologique (CNTE), du Conseil supérieur de l'énergie (CSE) et du public, ce report devrait mécaniquement repousser la publication au mois de septembre » 2016. La PPE a été mise à jour et publiée le 1er juillet 2016 en trois volets.
Elle avait été annoncée le 10 mars 2015. Elle repose sur plusieurs scénarios de besoins énergétiques, et pour la 2de période « fixera des objectifs comprenant des options haute et basse, pour tenir compte des incertitudes ».
Le projet de première PPE a été publiée le 1er juillet 2016, pour 3 ans (2016-2018), avant une série de périodes de 5 ans (2019-2023, etc.). Il a été envoyé pour consultation (été 2016) à trois instances : un Comité d'experts pour la transition énergétique, l'autorité environnementale et le Conseil national de la transition écologique. Ce dernier a reporté son avis à septembre 2016, à la suite d'un débat entamé début juillet. La PPE a été approuvé par décret le 27 octobre 2016.

### Commentaires et analyses critiques
En 2015 puis 2016, des ONG, revues et la presse spécialisée, après s'être félicitées de la publication de la loi et de l'annonce de la 1re PPE, s'inquiètent du retard pris par sa publication et/ou de l'absence de décision claire concernant la réduction de la production nucléaire. Un groupe d'ONG (Réseau Action Climat-France, Greenpeace, France Nature Environnement et le CLER publient un document intitulé « Vraie programmation pluriannuelle de l'énergie ». Selon Greenpeace, la programmation pluriannuelle de l'énergie ne respecte pas la loi de transition énergétique, votée par le parlement[pourquoi ?].
Après la publication de la PPE au journal officiel, les associations Greenpeace et réseau Action Climat-France déplorent que l'évolution du parc nucléaire ne soit toujours pas abordée (si ce n'est la fermeture de la centrale de Fessenheim). Selon elles, les énergies renouvelables et l'efficacité énergétique risquent d'en pâtir,. Selon le Réseau Sortir du nucléaire, la PPE sert à faire perdurer le nucléaire. Selon l'association négaWatt, le gouvernement ne retient que les options les moins défavorables au nucléaire.
En février 2016, le rapport annuel de la Cour des comptes note que, de 2016 à 2025, à « hypothèses constantes de consommation et d'exportation », la production nucléaire devrait approximativement être réduite d'un tiers pour respecter l'objectif de 50 %. Ceci correspondrait à l'arrêt de la production moyenne de 17 à 20 réacteurs (dont la puissance est comprise entre 900 et 1 450 MW). Selon la Cour, seule une augmentation très significative de la consommation électrique ou des exportations serait de nature à limiter le nombre de fermetures ; or la plupart des scénarios prévoient que la demande d'électricité de la France se situera entre 500 et 600 TWh.
En juin 2018, le ministre de l'économie Bruno Le Maire estime que « le nucléaire restera essentiel à long terme pour garantir la sécurité d'approvisionnement de notre pays, la compétitivité de notre pays, et l'indépendance énergétique de la nation française », plaidant pour un équilibre entre nucléaire et développement du renouvelable : « la diversification du mix français doit permettre d'accélérer dans les énergies renouvelables sans pour autant affaiblir notre filière nucléaire ». Au même moment, cent députés de La République en marche (dont Jean-Charles Colas-Roy, Anthony Cellier, Barbara Pompili et Roland Lescure) signent une tribune appelant à ce que la PPE soit entérinée par une loi-cadre plutôt que par un décret.

## PPE 2019-2023

### Historique
L'objectif de la révision 2018 de la PPE est d'organiser l'atteinte des objectifs de la loi relative à la transition énergétique pour la croissance verte à l'horizon 2028.
Le projet de version de la PPE révisée est attendu pour la fin d'été 2018, où il sera notamment soumis à une évaluation de pertinence et de crédibilité énergétique par des experts du Conseil national de la transition écologique et à une évaluation environnementale par l'Autorité environnementale (Ae)… pour aboutir à une seconde version, consolidée à publier. Sa rédaction s'est appuyée sur un débat public (mi-mars à fin juin 2018) à échelles nationale et territoriale, sous l'égide de la Commission nationale du débat public (CNDP, saisie par l'État qui est le maitre d'ouvrage de la PPE) et d'une Commission particulière du débat public sur la révision de la PPE ; il s'appuie sur une plateforme en ligne (ouverte le 19 mars), un état des lieux, une comparaison de la politique énergétique de la France et de celles des pays voisins et une « synthèse de l'état de l'opinion sur la question énergétique (…) Des ateliers de controverse seront menés, autour de sujets tels que l'évolution de la consommation de l'énergie, le coût de l'énergie, les nouveaux usages de l'électricité (voitures électriques notamment) et leur compensation, le nucléaire, et l'acceptabilité des énergies renouvelables » a annoncé Jacques Archimbaud (vice-président de la CNDP et président de la commission particulière) qui souhaite que le débat parte des besoins (consommation et de la demande) pour arriver à la production énergétique.
L'autoconsommation est aussi traitée, pour les enjeux de régulation globale et de solidarité qu'elle fait émerger.
Les débats sont nourris par les conclusions des concertations qui se sont tenues en 2017-2018 sur la mobilité, l'économie circulaire ou l'alimentation.
Quatre cents citoyens tirés au sort forment un « G400 » de la consultation citoyenne ; ils suivent le débat durant trois mois, aidés en cela par des synthèses, des newsletters, des questions-réponses, avant d'être réunis le 9 juin 2018 « pour se prononcer sur les quatre ou cinq questions fondamentales qui auront été soulevées depuis mars ».
Des régions en processus de planification (Centre-Val-de-Loire, Nouvelle-Aquitaine et Occitanie, et quelques métropoles et agglomérations comme Marseille, Lyon, Nantes, Rouen, Strasbourg ou Grenoble) sont aussi sollicitées par la consultation, de même que quelques territoires à énergie positive (TEPOS, dont Loos-en-Gohelle) et des territoires ruraux lorrains ou occitans, ainsi que « territoires intenses en énergie » (Fos-sur-Mer, Gravelines, ou encore la Vallée de l'Arve), pour notamment aborder le lien énergie-pollution de l'air.
Des « publics cibles » sont rencontrés en partenariat « avec des organisations de la société civile (jeunes, consommateurs, entreprises et salariés, précaires énergétiques, artisans et commerçants ou encore innovateurs…)  en lien avec la ligue de l'enseignement, UFC-Que choisir, les chambres de commerce et de l'industrie, des chambres de métiers et de l'artisanat, ou encore les grandes écoles  et universités. Des initiatives seront encouragées par « un kit débat proposant une méthodologie à l'attention par exemple, d'associations qui souhaiteraient prendre part au débat ». Les débats sont filmés et retransmis en ligne, dès mi-mars 2018.
Un budget de 500 000 euros est prévu, dont 100 000 euros pour établir le panel de citoyens.
Une mission lancée par l'ex-ministre de la Transition écologique et le ministre de l'Économie sur le maintien des compétences dans le nucléaire préconise de construire six EPR à partir de 2025 ; la construction du premier réacteur démarrerait en 2025 pour une mise en service en 2035.
À la veille des derniers arbitrages, l'exécutif a le choix entre trois scénarios: le scénario « MTES » proposé par le ministère de la Transition écologique et solidaire atteint l'objectif de 50 % de nucléaire en 2035 avec 40 % d'électricité renouvelable dès 2030, six réacteurs sont fermés d'ici 2028 (deux en 2023, deux en 2025 et deux en 2027), puis six fermetures supplémentaires entre 2028 et 2035 ; la possibilité de construire de nouveaux réacteurs reste ouverte, mais aucune mise en service n'est actée avant 2035 en dehors de l'EPR de Flamanville. Le deuxième scénario, dit « intermédiaire », ne prévoit aucune fermeture de réacteur avant la fin de la PPE en 2028, mais 12 fermetures entre 2028 et 2035 ; l'objectif de 40 % d'électricité renouvelable n'est atteint qu'en 2032. Le troisième scénario, poussé par Bercy, ne prévoit aucune fermeture de réacteur avant 2028 et neuf fermetures entre 2028 et 2035 ; l'objectif de 50 % de nucléaire serait atteint en 2040 et celui de 40 % d'électricité renouvelable en 2034 ; ce scénario retient explicitement la construction de quatre nouveaux réacteurs en plus de l'EPR de Flamanville : deux vers 2034-2035, puis deux autres vers 2040-2041.
Le 27 novembre 2018 le président Macron annonce la fermetures de 14 réacteurs nucléaires (sur 58) d'ici 2035 : les deux réacteurs de Fessenheim en 2020, deux autres en 2025 et 2026 sous conditions (marges du système électrique, prix et mix de production des pays voisins), puis un par année à partir de 2027 (deux en 2033). La PPE prévoit une croissance de la production d'électricité d'environ 15 % à l'horizon 2028. Au-delà de 2035, la porte n'est pas totalement fermée à de nouveaux EPR en France : « Tout doit être prêt en 2021 pour faire un choix éclairé ». Pour les énergies renouvelables, l'objectif 2030 est fixé à 40 % de la production d'électricité, 38 % de la consommation de chaleur, 15 % de celle de carburants et 10 % de la consommation de gaz. L'accélération la plus forte concerne le solaire, dont la production doit être multipliée par cinq en dix ans ; l'éolien terrestre doit tripler sa taille ; l'éolien en mer devra atteindre 5,2 GW en 2028. Les aides au renouvelable passeront de 5 milliards d'euros par an à 7 à 8 milliards. Le président a insisté sur les prix : « nous concentrons nos efforts sur le développement des énergies renouvelables les plus compétitives et, parce que nous veillons au pouvoir d'achat des Français, nous serons exigeants avec les professionnels sur la baisse des coûts » ; il annonce en particulier des plafonds de prix sur le biogaz, dont il juge les prix élevés.
Le projet de PPE 2019-2023 a été publié le 25 janvier 2019. Il doit réduire la consommation finale d'énergie de 14 % en 2028 par rapport à 2012 pour tendre vers la neutralité carbone en 2050, en s'appuyant notamment sur la rénovation énergétique et le développement des véhicules « zéro émission ». Il détaille un calendrier d'appels d'offres sur les énergies renouvelables avec un objectif de 40 % du mix en 2030 et prévoit 14 fermetures de réacteurs d'ici 2035 pour réduire la part du nucléaire à 50 % de la production d'électricité, mais les fermetures d'ici 2028 sont conditionnées au respect du critère de sécurité d'approvisionnement et à des critères sur l'évolution du marché européen. Une loi sur l'énergie devra ratifier cette date de 2035.
Selon le rapport de l'autorité environnementale (mars 2019), la PPE est plutôt positive vis-à-vis du climat et de l'environnement, si l'on compense ses possibles effets environnementaux négatifs (en matière d'écologie du paysages et de biodiversité, d'artificialisation des sols, de conflits d'usage ou de surexploitation des ressources naturelles).
La Programmation pluriannuelle de l'énergie définitive est fixée par décret le 21 avril 2020.

### Objectifs de la PPE-2
La PPE-2 fixe plusieurs objectifs spécifiques par filière énergétique.
| Filière                                                            | Objectifs |
| ------------------------------------------------------------------ | --- |
| Consommation finale d'énergie                                      | Baisse de 7,6 % en 2023 et de 16,5 % en 2028 par rapport à 2012, soit -6,3 % en 2023 et -15,4 % en 2028 par rapport à 2018                                           |
| Consommation primaire des énergies fossiles                        | Baisse de 20 % de la consommation primaire d'énergies fossiles en 2023 et de 35 % en 2028 par rapport à 2012 :                                                       |
| Consommation primaire des énergies fossiles                        | - gaz naturel : -10 % en 2023 et -22 % en 2028 ; |
| Consommation primaire des énergies fossiles                        | - pétrole : -19 % en 2023 et -34 % en 2028 ; |
| Consommation primaire des énergies fossiles                        | - charbon : -66 % en 2023 et -80 % en 2028. |
| Émissions de CO2 issues de la combustion d'énergie                 | - 277 MtCO2 en 2023 |
| Émissions de CO2 issues de la combustion d'énergie                 | - 227 MtCO2 en 2028 |
| Émissions de CO2 issues de la combustion d'énergie                 | Soit -14 % en 2023 et -30 % en 2028 par rapport à 2016 (322 MtCO2), soit -27 % en 2023 et -40 % en 2028 par rapport à 1990.                                          |
| Consommation de chaleur renouvelable                               | Consommation de 196 TWh en 2023. Entre 218 et 247 TWh en 2028. |
| Consommation de chaleur renouvelable                               | Soit +25 % en 2023 et entre +40 et +60 % en 2028 de la consommation de chaleur renouvelable de 2017 (154 TWh).                                                       |
| Capacités de production d'électricité renouvelables installées     | 73,5 GW en 2023, soit +50 % par rapport à 2017 |
| Capacités de production d'électricité renouvelables installées     | 101 à 113 GW en 2028, doublement par rapport à 2017 |
| Capacités de production d'électricité nucléaire                    | Quatre à six réacteurs nucléaires fermés d'ici 2028 dont ceux de Fessenheim                                                                                          |
| Capacités de production d'électricité nucléaire                    | Fermeture de 14 réacteurs nucléaires d'ici 2035, échéance pour ramener la part d'électricité nucléaire dans le mix électrique à 50 % par rapport à 75 % aujourd'hui. |
| Véhicules électriques                                              | 660 000 au 31 décembre 2023 et 3 millions au 31 décembre 2028 |
| Véhicules particuliers hybrides rechargeables                      | 500 000 au 31 décembre 2023 et 1,8 million au 31 décembre 2028 |
| Véhicules utilitaires légers électriques ou hybrides rechargeables | 170 000 au 31 décembre 2023 et 500 000 au 31 décembre 2028 |
| Véhicules lourds à faibles émissions                               | 21 000 au 31 décembre 2023 et 65 000 au 31 décembre 2028 |

### Commentaires et analyses critiques
Dans sa contribution au débat public sur la PPE, en 2018, EDF prévoit une hausse modeste de la consommation, entre 0 et 0,5 % par an sur 20 ans, et se dit confiant en sa capacité à exploiter en toute sécurité son parc nucléaire jusqu'à 60 ans. EDF juge cependant peu réaliste de conduire tout le parc à cette échéance, prévoyant donc des arrêts avant les 60 ans, dès 2029, et un arrêt total du parc actuel en 2050. EDF appelle « un engagement rapide » du gouvernement à mettre en service une nouvelle centrale en 2030 ou peu après pour maintenir la capacité de production nucléaire.
La cour des comptes alerte de son côté sur « un décalage persistant au regard des objectifs affichés » par la France en matière d'énergies renouvelables (objectif 2020 : 23 % d'énergies renouvelables dans le mix énergétique français contre seulement 15,7 % en 2016), alors que le gouvernement poursuit les démarches de simplifications administratives. Ces démarches ont en mars 2019 déjà concerné l'éolien, le photovoltaïque et la méthanisation devant alimenter un plan de « libération des énergies renouvelables ». La filière réseau de chaleur, très sollicitée par la PPE, est quant à elle demandeuse de simplifications administratives et se juge insuffisamment aidée, alors que le pays consomme beaucoup plus de chaleur que d'électricité.
L'Académie des sciences publie le 7 juillet 2020 un avis intitulé « Fermer Fessenheim et d'autres réacteurs est un contre-sens », qui rappelle que « l'énergie nucléaire n'émet pas de CO2, […] elle est décarbonée. C'est grâce à cette énergie que la France est l'un des pays les plus vertueux en matière d'émissions de CO2 en Europe » et que « lorsque les éoliennes s'arrêtent faute de vent ou que le photovoltaïque cesse de produire, il faut les remplacer par des centrales pilotables. La France y parvient avec ses centrales nucléaires et hydroélectriques […] l'Allemagne, où ces énergies intermittentes représentent déjà 29 % de l'électricité produite, se retrouve dans l'obligation d'équilibrer l'intermittence par l'activité de centrales à gaz, charbon ou lignite ». Elle conclut : « Il faut donc très rapidement prendre la décision de construire de nouveaux réacteurs pour remplacer ceux dont l'arrêt est programmé ou qui arriveront bientôt en fin de vie ».

## PPE 2024-2030
Auditionné le 17 mai 2022 par l'Office parlementaire d'évaluation des choix scientifiques et technologiques du Sénat, le président de l'Autorité de sûreté nucléaire, Bernard Doroszczuk, appelle le Gouvernement à se prononcer clairement sur l'avenir de la filière : dans la nouvelle PPE, « il faudra se poser la question de la poursuite ou non du retraitement des combustibles usés en France ». Si c'est le cas, un grand carénage des installations du traitement du cycle du combustible d'Orano, qui vieillissent, est nécessaire. Sinon, « il faudra trouver des solutions de stockage ».
Le 4 novembre 2024, la ministre de la Transition écologique Agnès Pannier-Runacher lance le débat sur la PPE-3 en présentant une trajectoire pour « passer d'une énergie qui est environ 60 % carbonée en 2022 à une énergie qui est à environ 60 % décarbonée en 2030 ». L'éolien marin sera fortement mis à contribution pour passer de 1 TWh en 2022 à 14 TWh en 2030, puis 70 TWh en 2035. L'objectif du photovoltaïque est fixé à 65 TWh en 2030, soit plus de trois fois le volume actuel. Celui de l'éolien terrestre reste à 64 TWh contre 38 TWh en 2022. Le volume de biogaz devrait être quintuplé en dix ans (à horizon 2035) et la production de chaleur doublée ; la production d'hydrogène vert atteindrait 6,5 GW en 2030.
À la suite de la concertation lancée fin 2024 auprès de divers acteurs, la PPE est complétée de deux chapitres, sur le suivi de la consommation électrique et sur les coûts de l'ensemble du système électrique dans son ensemble. Le ministère rattaché à Bercy y ajoute « une dimension industrielle et le développement des actions envisagées pour suivre et anticiper l'impact sur les emplois et compétences ». Si l'Union française de l'électricité se réjouit de voir l'électrification des usages encouragée « comme pilier central de la PPE3 » pour décarboner l'économie, ce projet de PPE-3 est jugé insuffisant par le Conseil supérieur de l'énergie, qui lui reproche un projet de révision de l'arrêté tarifaire dit S21 (déterminant le soutien des pouvoirs publics au petit photovoltaïque) alors que le Gouvernement affirme vouloir recentrer son soutien à l'énergie solaire. Il faudrait « éviter un arrêt brutal du déploiement des toitures solaires et des ombrières photovoltaïques », estiment ENERPLAN et le Syndicat des énergies renouvelables. Le Haut Conseil pour le climat juge également ce projet de PPE3 insuffisant, de même que l'Autorité environnementale, qui juge que ce texte ne permettra pas d'atteindre les objectifs européens. Cette version est mise en consultation pour le grand public le 7 mars 2025, avant adoption par décret.

## Stratégie nationale pour l'énergie et le climat
Le gouvernement présente le 22 novembre 2023 sa « stratégie nationale pour l'énergie et le climat », mise en consultation publique jusqu'au 15 décembre. Par rapport à la PPE 2024-2028, les objectifs de croissance sont fortement relevés pour le solaire, l'éolien en mer et le nucléaire, alors que la France s'est vue infliger par l'Union européenne une amende de 500 millions d'euros pour son retard sur ses engagements précédents de déploiement des renouvelables. La dépendance aux énergies fossiles devrait tomber à 60 % de l'énergie finale consommée en 2021 (37 % de pétrole et 21 % de gaz naturel) à 42 % en 2030 et à 29 % en 2035, avant de parvenir à zéro en 2050. La consommation finale d'énergie s'abaisserait de 1 611 TWh en 2021 à 1 209 TWh en 2030, 1 100 TWh en 2035 et environ 900 TWh en 2050, soit une baisse de 44 % due à une électrification massive, car la plupart des modes de consommation bas carbone sont intrinsèquement très efficaces : un véhicule électrique ou une pompe à chaleur sont près de trois fois plus efficaces qu'un véhicule à moteur thermique ou une chaudière à gaz. La production nucléaire devrait remonter à 360 TWh en 2030 contre un plancher historique de 279 TWh atteint en 2022. La vitesse de déploiement du photovoltaïque doit être doublée ainsi que celle des réseaux de chaleur ; celle de la géothermie devra quadrupler. Dans l'éolien terrestre, le rythme d'installation se maintiendrait au niveau de 2023, atteignant une production doublée en 2035 (environ 80 TWh). L'éolien en mer atteindrait 18 GW de capacité en 2035. Les injections de biogaz dans les réseaux atteindraient 44 TWh en 2030, soit près de 15 % de la demande de gaz. La capacité installée d'électrolyseurs pour la production d'hydrogène vert est prévue à 10 GW en 2035.

## Sources et références

### Sources
: document utilisé comme source pour la rédaction de cet article.
- Programmation pluriannuelle de l'énergie (version définitive), Ministère de la transition écologique et solidaire, avril 2020, 400 p. (lire en ligne [PDF]).
- Projet de Décret no 2016-... relatif à la stratégie nationale de mobilisation de la biomasse et aux schémas régionaux biomasse, no 2016, NOR: DEVR1609593D, tel que présenté à la consultation publique(Page de présentation, projet de décret relatif à la Stratégie Nationale de Mobilisation de la Biomasse et aux Schémas Régionaux Biomasse, soumis à consultation du 2 au 23 mai 2016) et à la Commission consultative d'évaluation des normes.
- Le Gouvernement lance l'élaboration de la stratégie nationale de mobilisation de la biomasse, Actu-Environnement, 3 mai 2016.
- Programmation pluriannuelle de l'énergie [PDF], Comité  de suivi, 19 novembre 2015 Premières orientations et actions 2016-2023, 33 p.
- « Décret no 2020-456 du 21 avril 2020 relatif à la programmation pluriannuelle de l'énergie », sur Légifrance, 23 avril 2020.
- CITEPA, Gaz à effet de serre et polluants atmosphériques : Bilan des émissions en France de 1990 à 2020 (Rapport national d'inventaire / format Secten), Paris, Ministère de la transition écologique et solidaire, juillet 2021, 496 p. (lire en ligne [PDF]).

#### Législation
- Directive 2001/77/CE du 27 septembre 2001 relative à la promotion de l'électricité produite à partir de sources d'énergie renouvelables sur le marché intérieur de l'électricité
- Loi no 2005-781 du 13 juillet 2005 de programme fixant les orientations de la politique énergétique
- Échéancier de mise en application de la loi (périodiquement mis à jour), sur Légifrance

#### Avis rendus sur la PPE
- Avis du Conseil supérieur de l'Énergie [PDF] (CSE) du 21 juillet 2016.
- Avis du Comité d'experts pour la transition énergétique [PDF] (CETE) du 31 juillet 2016.
- Avis du Autorité environnementale [PDF] (AE) du 24 août 2016.
- Avis du Conseil national de la Transition écologique [PDF] (CNTE) du 9 septembre 2016.